# Коновалова Віолетта Омелянівна
Віоле́тта Омеля́нівна Конова́лова (30 березня 1927, с. Черкаські Тишки, Харківської обл — 27 листопада 2023) — докторка юридичних наук, професорка, академік Національної академії правових наук України, нагороджена орденом княгині Ольги ІІІ ступеня, Заслужена діячка науки України.

## Біографія
Коновалова Віолетта Омелянівна народилася 30 березня 1927 р. у с. Черкаські Тишки Липецького району Харківської області. Після закінчення у 1949  Харківського юридичного інституту (зараз — Національний юридичний університет імені Ярослава Мудрого) до 1950 працювала слідчою прокуратури м. Алчевська Луганської області. У 1950—1953 навчалася в аспірантурі Харківського юридичного інституту під керівництвом В. П. Колмакова. Після закінчення аспірантури була прийнята на роботу до інституту. Працювала на посадах асистентки, доцентки, професорки, з 1982 р. по 1996 р. — завідувачка кафедри криміналістики, 1996—2023 — професорка цієї кафедри. Авторка та співавторка понад 250 наукових та навчально-методичних праць. Дисертацію на здобуття наукового ступеня кандидатки юридичних наук захистила у 1953. Тема дисертації — «Тактика допиту свідків у радянських органах розслідування». Науковий ступінь докторки юридичних наук здобула 1967 року. Тема докторської дисертації — «Теоретичні проблеми слідчої тактики (пізнавальна функція логіки і психології)». У 1969 отримала вчене звання професорки. Підготувала 3 докторів і 25 кандидатів юридичних наук. У 1993 була обраною академіком Академії правових наук України (нині — Національна академія правових наук України).

## Науково— практична діяльність
Основні напрями наукових досліджень В. О. Коновалової — загальна теорія криміналістики, криміналістична тактика, юридична психологія. Брала участь у розробці проєктів законів України: «Про оперативно-розшукову діяльність», «Про дактилоскопію», «Про боротьбу з тероризмом», «Про боротьбу з економічною злочинністю». Вона є заступницею Голови Координаційного бюро з проблем криміналістики, судової експертизи та юридичної психології Національної академії правових наук України, членкинею спеціалізованої вченої ради у Національному юридичному університеті імені Ярослава Мудрого.

## Вибрані публікації
- «Проблеми логіки та психології в слідчій тактиці» (1970),
- «Организационные и психологические основы следственной деятельности» (1973),
- «Психология в расследовании преступлений» (1980),
- «Следственная тактика: принципы и функции» (1983),
- «Допрос на предварительном следствии» (1985),
- «Правовая психология» (1990),
- «Экологические преступления: квалификация и методика расследования» (у співавт., 1994),
- «Обыск: тактика и психология» (у співавт., 1997),
- «Криминалистическая тактика: теории и тенденции» (у співавт., 1997),
- «Криміналістика: підручник» (у співавт., 1998, 2001, 2004, 2008, 2016),
- «Допрос: тактика и психология» (1999, 2006),
- «Руководство по расследованию преступлений» (у співавт., 2002),
- «Настільна книга слідчого: навчально-практичний посібник» (у співавт., 2003, 2007, 2008, 2011),
- «Юридична психологія: підручник» (у співавт., 2004, 2008),
- «Убийство: искусство расследования» (2006, 2013),
- «Розслідування злочинів у сфері господарської діяльності (окремі криміналістичні методики)» (у співавт., 2006),
- «Версия: концепция и функции в судопроизводстве» (2007),
- «Правова система України: історія, стан та перспективи: у 5 т. Т. 5: Кримінально — правові науки. Актуальні проблеми боротьби зі злочинністю» (у співавт., 2008 (укр.), 2011 (рос.), 2013 (англ.),
- «Керівництво з розслідування злочинів» (у співавт., 2009),
- «Правова доктрина України: у 5 т. Т. 5: Кримінально-правові науки в Україні: стан, проблеми та шляхи розвитку» (у співавт., 2013 (укр.), 2018 (англ.),
- «Textbook of criminalistics. Volume 1: General Theory» (у співавт., 2016),
- «Велика українська юридична енциклопедія: у 20 т. Т. 20: Криміналістика, судова експертиза, юридична психологія» (у співавт., 2018).

## Участь у редакційних колегіях фахових видань
Членкиня редакційних колегій наукових збірників «Вісник Національної Академії правових наук України», «Проблеми законності», «Теорія та практика судової експертизи і криміналістики», науково-практичних юридичних журналів «Криміналіст першодрукований», «Вісник кримінального судочинства».

## Почесні звання, відзнаки, нагороди
Заслужена діячка науки України (1981). Заслужена професорка Національного юридичного університету імені Ярослава Мудрого. Нагороджена Орденом княгині Ольги ІІІ ступеня (2003), медаллю «За доблесну працю» (1969), медаллю Герберта Манса (2015), Золотою медаллю Національної академії правових наук України (2017), Почесним знаком І ступеня Національного юридичного університету імені Ярослава Мудрого (2014), Подякою Міністерства освіти і науки України (2018). Персональна стипендіатка Президента України, лауреатка Премії імені Ярослава Мудрого (2001, 2003, 2006, 2017).